# Maison de Lafarge
Pour les articles homonymes, voir Lafarge.
La maison de Lafarge est une maison située en France sur la commune de Salers, en région Auvergne-Rhône-Alpes.

## Localisation
Le monument se trouve place Tyssandier-d'Escous dans le centre de Salers.

## Historique

### Protection
Les façades et toitures sont inscrites au titre des monuments historiques par arrêté du 8 mai 1973.

## Description
La façade comporte une baie de boutique à arc en anse de panier, une tourelle à trois pans coupés et une porte d'entrée ornée de pilastres doriques et d'un entablement avec corniche à denticules.